# Moldova Pride
Moldova Pride (rusă: Молдова Прайд), cunoscut până în 2016 drept Curcubeul peste Nistru (rusă: Радуга над Днестром), este festivalul anual dedicat comunității LGBT din Republica Moldova. Programul festivalului include evenimente informative, sociale, culturale și politice, care sunt îndreptate spre sporirea vizibilității persoanelor LGBT din Republica Moldova, atragerea atenției la problemele actuale care îi vizează, precum și informarea societății despre orientarea sexuală și identitatea de gen, despre principiile egalității și nediscriminării. Evenimentul demarează cu arborarea steagului-curcubeu, iar festivitățile se încheie cu marșul egalității, care, tradițional, se desfășoară de Ziua internațională împotriva homofobiei, bifobiei și transfobiei, 17 mai. De-a lungul edițiilor sale, Moldova Pride a fost scena unor violențe din partea contramanifestanților, motiv pentru care desfășurarea paradei a fost interzisă pentru prima oară în 2005, fiind ulterior reluată ca urmare a presiunilor ONG-urilor și comunității internaționale.

## Ediții
| Ediție | Dată                  | Motto                             | Participanți                                                               |
| ------ | --------------------- | --------------------------------- | -------------------------------------------------------------------------- |
| I      | 2002                  |                                   | N/A                                                                        |
| II     | 2–4 mai 2003          |                                   | N/A                                                                        |
| III    | 2004                  |                                   | N/A                                                                        |
| IV     | 2005                  |                                   | Manifestațiile publice ale comunității LGBT interzise de Primăria Chișinău |
| V      | 2006                  |                                   | Manifestațiile publice ale comunității LGBT interzise de Primăria Chișinău |
| VI     | 27 aprilie–? 2007     |                                   | Manifestațiile publice ale comunității LGBT interzise de Primăria Chișinău |
| VII    | ?–11 mai 2008         |                                   | Manifestațiile publice ale comunității LGBT interzise de Primăria Chișinău |
| VIII   | 7–9 mai 2009          |                                   | N/A                                                                        |
| IX     | 27 aprilie–2 mai 2010 |                                   | N/A                                                                        |
| X      | 5–7 mai 2011          |                                   | N/A                                                                        |
| XI     | 8–12 mai 2012         | Uniți pentru egalitate, acționăm! | N/A                                                                        |
| XII    | 14–19 mai 2013        |                                   | 100                                                                        |
| XIII   | 13–18 mai 2014        |                                   | 100                                                                        |
| XIV    | 13–17 mai 2015        |                                   | 150                                                                        |
| XV     | 17–22 mai 2016        | Fără frică                        | 300                                                                        |
| XVI    | 16–21 mai 2017        |                                   | 450                                                                        |
| XVII   | 16–20 mai 2018        | Adă-ți inima la marș              | 200                                                                        |

### Moldova Pride 2018
Ediția din 2018 s-a desfășurat în perioada 16–20 mai. Marșul Solidarității a avut loc pe 19 mai și a durat 40 de minute. Pentru prima dată în istoria marșului, cei aproximativ 200 de participanți au reușit să ajungă la sfârșitul traseului fără incidente. Participanții au mărșăluit pe strada București, pe tronsonul cuprins între strada Ismail și Maria Cebotari (Palatul Republicii). Sute de polițiști au fost mobilizați pentru a asigura ordinea publică. În perimetrul unde s-a desfășurat marșul, inclusiv pe străzile adiacente accesul a fost blocat de cordoane ale poliției cu câteva ore înainte de marș. Cu toate acestea, poliția a folosit gaze lacrimogene pentru a opri zeci de extremiști ortodocși însoțiți de preoți și reprezentanți ai organizației extremiste Noua Dreaptă care au vrut să atace marșul.
Înainte de marș, mitropolitul Vladimir a transmis o scrisoare Primăriei Chișinăului în care indemna autoritățile „să sisteze prin orice mijloace promovarea manifestării comportamentelor netradiționale și, prin aceasta, a păcatelor strigătoare la cer, care inundă din ce în ce mai accentuat plaiul nostru”. În Chișinău, Comrat și Bălți au avut loc festivaluri pentru susținerea familiei „tradiționale”. Prezent la festivalul din Chișinău, președintele Igor Dodon și-a reiterat opoziția față de marșul comunității LGBT, susținând că Republica Moldova nu acceptă alte tipuri de familii decât cele „normale”.

### Moldova Pride 2017
Ediția din 2017 a Moldova Pride a avut loc între 16 și 21 mai. Deschiderea oficială a festivalului a avut loc la sediul centrului GenderDoc-M în prezența ambasadorilor SUA, Suediei și Olandei, care și-au reiterat sprijinul pentru comunitatea LGBT din Republica Moldova. Mesajul în sprijinul comunității LGBT a fost reluat într-o declarație comună la care s-au alăturat alte șapte ambasade acreditate la Chișinău.
Cu ocazia unei dezbateri privind implicarea în politică a comunității LGBT a fost inaugurată o expoziție de fotografie documentară care ilustrează problemele cu care se confruntă comunitatea LGBT din Transnistria. Este primul proiect fotografic care face publică viața comunității LGBT în regiunea transnistreană. Expunerea acestor fotografii în raioanele de est a fost interzisă de administrația regiunii separatiste. Alte evenimente din cadrul festivalului au inclus un spectacol la Teatrul Spălătorie, conferința „Campanii informaționale – instrumente eficiente în promovarea drepturilor LGBT” la Jazz Hotel și o petrecere pentru promovarea sexului protejat la Stalker Club.
Festivalul s-a încheiat cu marșul de solidaritate „Fără frică”, desfășurat între intersecția străzilor Ismail și București și strada Maria Cebotari. Marșul a fost unul tacit, toți participanții purtând tricouri albe, cu însemnele campaniei sociale „Fără frică”. Participanții au fost îndemnați de organizatori să nu aducă pancarte cu mesaje, ci să vină cu flori. La marș au participat și reprezentanți ai ambasadelor Suediei, Olandei, SUA, Franței, Marii Britanii, Germaniei, Consulatului Estoniei, Consiliului Europei, Agenției Elvețiene pentru Dezvoltare și Cooperare, agențiilor ONU, Delegației Uniunii Europene și Consiliului pentru prevenirea și eliminarea discriminării și asigurarea egalității. Manifestația s-a încheiat la nici o jumătate de oră de la începere, întreruptă fiind de zeci de enoriași veniți cu icoane și pancarte. Ca să evite ciocnirile dintre cele două tabere, polițiștii i-au invitat pe cei care cereau respectarea drepturilor LGBT să urce în microbuze, ca să părăsească zona.
În paralel cu marșul comunității LGBT, în Piața Marii Adunări Naționale a avut loc Festivalul Familiei. Manifestația a fost organizată de președintele Igor Dodon în sprijinul valorilor familiei tradiționale. Înainte de Moldova Pride, într-o postare pe Facebook, acesta și-a exprimat dezacordul față de organizarea unui marș LGBT, întrucât „astfel de acțiuni contravin flagrant valorilor noastre tradiționale, religiei ortodoxe și moralității”. Mai mult, Dodon a declarat într-o emisiune televizată că nu poate fi președintele tuturor și nu va susține niciodată comunitatea LGBT. Filiala din Republica Moldova a Amnesty International a condamnat comentariile președintelui, întrucât, potrivit acesteia, constituie o violare a Constituției țării care „îi interzice șeful statului să incite la ură și îl obligă să respecte drepturile tuturor cetățenilor moldoveni”. Gheorgina Drumea, directorul executiv al Coaliției Nediscriminare, a catalogat acțiunile președintelui drept „o ingerință abuzivă în viața privată a comunității LGBT”, amintind totodată ca dreptul la libertatea de întrunire este garantat de Constituția Republicii Moldova.

### Moldova Pride 2016
Ediția a 15-a a festivalului a demarat cu ceremonia de deschidere de la sediul centrului GenderDoc-M, la care au luat parte, printre alții, ambasadorii SUA, Italiei și Suediei. Anterior desfășurării festivalului, Centrul de Informații „GenderDoc-M” a lansat campania socială „Fără frică”, devenită și genericul ediției din 2016 a festivalului.
În penultima zi a festivalului a fost organizat, în parteneriat cu organizațiile pentru persoanele cu nevoi speciale, un eveniment caritabil intitulat „Iarmarocul Curcubeului” (rusă: Радужная ярмарка). Potrivit GenderDoc-M, toate fondurile colectate în timpul iarmarocului au fost folosite pentru construirea unei rampe de acces la o școală din Republica Moldova.
Marșul de solidaritate din 22 mai a atras pentru prima dată 300 de participanți. Marșul a fost marcat de altercații și îmbrânceli între activiștii pentru drepturile LGBT și participanții la o manifestație în sprijinul familiei tradiționale organizată de Mitropolia Moldovei. Contramanifestanții au aruncat cu ouă de la ferestrele blocurilor situate pe traseul marșului. Pentru că situația devenea tensionată, participanții la marșul solidarității au fost nevoiți să se retragă utilizând mai multe autobuze. Printre contramanifestanți s-a numărat și controversatul preot Anatol Cibric, cunoscut pentru acțiunile sale antisemite. Un alt preot controversat, Ghenadie Valuța, a condus un grup de tineri cu măști pe cap, extrem de agresivi, ce purtau tricouri cu inscripția „Garda Nouă”.